# 林溪镇
林溪镇，原为林溪乡，是中华人民共和国广西壮族自治区柳州市三江侗族自治县下辖的一个乡。程阳八寨位于该乡境内，涉及平岩村、程阳村、平铺村三个行政村。

## 行政区划
林溪镇下辖以下地区：
林溪社区、平岩村、程阳村、平铺村、冠峒村、枫木村、合华村、林溪村、高友村、高秀村、弄团村、美俗村、牙己村、茶溪村和水团村。

## 中国传统村落
- 2012年12月，高友村被评为首批“中国传统村落”。
- 2013年8月，平岩村被评为第二批中国传统村落。